# LaserWriter 16/600 PS
La LaserWriter 16/600 PS è una stampante laser prodotta da Apple nel 1994. Nel nome del modello sono elencate le sue caratteristiche principali, infatti è in grado di stampare fino a sedici pagine al minuto a 600 punti per pollice. Per ottenere queste prestazioni Apple ha profondamente rivisto la meccanica e l'elettronica della stampante. Infatti questo modello è dotato di un processore RISC AMD 29300 a differenza delle precedenti stampanti che erano basate su processori CISC prodotti da Motorola.
Inoltre, a differenza delle precedenti LaserWriter, la 16/600 non nasce per essere utilizzata solo in ambiente Macintosh, ma può fare da stampante di rete di utilizzo generale, con il software di gestione fornito anche in versione Windows.

## Altri modelli
La LaserWriter 4/600 PS (1995) è la versione economica della stampante LaserWriter 16/600 PS, infatti è in grado di stampare solo quattro pagine per minuto. La stampante è dotata di un processore AMD 29200, più lento del modello 16/600 PS, ed è dotata di meno memoria in modo da poterne ridurre i costi di produzione. Inoltre per rimarcarne l'utilizzo più casalingo di questo modello la stampante è dotata solo della connessione LocalTalk.
La LaserWriter 12/640 PS (1996) è l'evoluzione del modello LaserWriter 16/600 PS, infatti è dotata di un processore AMD 29040 più veloce, di maggior memoria e di una meccanica migliore che permette di stampare anche il rovescio delle pagine senza costringere l'utente a reinserire i fogli a mano.